# Magyar HIV-kronológia
Az alábbi kronológia a humán immundeficiencia-vírussal (HIV), illetve a szerzett immunhiányos tünetegyüttessel (AIDS) kapcsolatos magyar eseményeket tartalmazza.

## 1980-as évek
- 1983 tavasza – Az Országos Haematológiai és Vértranszfúziós Intézet főigazgatója tanulmányutat tesz az Amerikai Egyesült Államokban.[1]
- 1983 vége – Nemzetközi együttműködés keretében megindul a magyarországi AIDS-kutatás.[1]
- 1984 ősze – Az Országos Közegészségügyi Intézet (OKI) főigazgató-helyettesének vezetésével különbizottság alakul az AIDS észlelése esetén teendő intézkedések kidolgozására.[1]
- 1984 ősze – Az OKI Mikrobiológiai Kutató Csoportjában és a Debreceni Orvostudományi Egyetem Mikrobiológiai Intézetében lehetővé válik a még kezdetleges HIV-szűrés.[1]
- 1985. május–augusztus – Huszonöt vérmintából diagnosztizálják az első két HIV-fertőzött személyt Magyarországon.[1]
- 1985. szeptember 24. – Az MSZMP Központi Bizottság ülése foglalkozik az AIDS témájával.[2]
- 1986. július – Elrendelik minden véradáskor levett vér szűrését HIV-re.[3]
- 1986. december – Diagnosztizálják az első HIV-fertőzött személyt Magyarországon.[3]
- 1987. január – Az első AIDS miatti haláleset Magyarországon. A beteg egy műtét közben és után kapott vértől fertőződött 56 éves szombathelyi személy volt.
- 1987. november –  Létrejön az AIDS-ellenes Alapítvány.[4]
- 1987. február –  Létrejön az AIDS Ellen Küzdök Társadalmi Egyesülete.[4]
- 1988. május – Létrejön a Homérosz Egyesület, amelynek egyik kiemelt célja a HIV-vel kapcsolatos információk terjesztése a meleg és biszexuális férfiak körében.[4]
- 1988. május 31. – Miniszteri rendeletet fogadnak el a HIV terjedésének meggátlása érdekében szükséges intézkedésekről,[5] amely a HIV-fertőzött személyek szexuális partnereinek kötelező szűrését írja elő. A rendeletet 2002-ben az Alkotmánybíróság megsemmisíti.
- 1988 – Létrejön az AIDS-segély, az első magyarországi anonim szűrőhely.[6]
- 1989 – Megalakul a PLUSS – Magyarországi HIV-pozitívokat Segítő Egyesület(wd).[7]

## 1990-es évek
- 1991 – Megalakul a PLUSS, HIV-pozitívokat és AIDS Betegeket Segélyező Alapítvány(wd).[7]
- 1992 – Az AIDS-segély bejegyzett egyesületté válik, Anonim AIDS Tanácsadó Szolgálat(wd) néven.[6]
- 1994 – Megalakul az Óvegylet Alapítvány(wd).[7]
- 1994 – Létrejön a Nemzeti AIDS Bizottság, a népjóléti miniszter tanácsadó testülete.[8]

## 2000-es évek
- 2002. június – Az Alkotmánybíróság alkotmányellenesnek minősíti az 5/1988 (V.31.) SZEM rendelet kötelező partnerszűrésre vonatkozó rendelkezését.[9]
- 2002. december 28. – Új miniszteri rendeletet fogadnak el a HIV terjedésének megelőzése érdekében szükséges intézkedésekről.[10]
- 2003 – Elindul a Háttér Társaság óvszerautomata programja a Nemzeti Népegészségügyi Program támogatásával.[11]
- 2004 – Megalakul a HIV/AIDS területen aktív civilszervezeteket összefogó ernyőszervezet, a Civil AIDS Fórum(wd).[7]
- 2004. június – A Nemzeti AIDS Bizottság elfogadja a Nemzeti AIDS stratégia 2004–2010 c. dokumentumot.[12]
- 2005. december 1. – HIV-vonal néven elindul a Háttér Társaság 0-24h telefonos tanácsadó szolgáltatása.[13]

## 2010-es évek
- 2012 – Létrejön a Nemzeti HIV/AIDS Munkacsoport, az egészségügyért felelős miniszter tanácsadó szerve.[14]
- 2019. április 12. – Pozitív szemmel néven HIV-vel élőknek szóló, rendszeres közösségi alkalmak szervezésébe kezd a Háttér Társaság.[15]

## 2020-as évek
- 2020. február 1. – Elindul a Háttér Társaság HIV Segítő Szolgálata.[16]
- 2020. november 9. – Megalakul a Retropajzs Egyesület a HIV-vel élőkért(wd).[17]